# Explosión de Pocheon de 2025
La explosión de Pocheon ocurrió el 6 de marzo de 2025 cuando dos aviones KF-16 de la Fuerza Aérea de Corea del Sur lanzaron accidentalmente ocho bombas Mark 82, sobre una zona poblada por civiles en Pocheon, Provincia de Gyeonggi, hiriendo a 43 personas, cerca de un campo de bombardeo.  El incidente ocurrió durante un ejercicio en conjunto que tuvo lugar entre Corea del Sur y Estados Unidos.  

## Bombardeo
El bombardeo tuvo lugar a las 10:04 KST . Según el ejército de Corea del Sur un piloto del KF-16 ingresó las coordenadas incorrectas antes de lanzar bombas Mark 82 en un área poblada por civiles. Un segundo avión también arrojó posteriormente sus bombas; se está investigando la causa. Se lanzaron un total de ocho bombas Mark 82. 
Los informes indicaron que cuarenta y tres personas resultaron heridas, dos de ellas de gravedad. Dos casas, una iglesia y varios vehículos resultaron gravemente dañados.   
El ejercicio con fuego real en el centro de entrenamiento científico y tecnológico de Seungjin,  en el que participaron alrededor de 500 soldados y más de 150 piezas de equipo militar, fue preparatorio para el próximo ejercicio conjunto anual Escudo de la Libertad de 11 días sin escalas que se realizará del 10 al 20 de marzo.  

## Consecuencias
Después del bombardeo, los residentes fueron evacuados mientras los equipos de desactivación de bombas buscaban municiones sin explotar. El ejército surcoreano dijo que los ejercicios con fuego real fueron suspendidos después del bombardeo. La Fuerza Aérea de Corea del Sur dijo que estaban investigando el incidente y que compensarían a las víctimas.  